# لوغان هندرسون
لوغان هندرسون (بالإنجليزية: Logan Henderson)‏ (14 سبتمبر 1989-) هو ممثل ومغن مؤلف أمريكي.

## روابط خارجية
- لوغان هندرسون على موقع IMDb (الإنجليزية)
- لوغان هندرسون على موقع ألو سيني (الفرنسية)
- لوغان هندرسون على موقع ميوزك برينز (الإنجليزية)
- لوغان هندرسون على موقع ديسكوغز (الإنجليزية)
- لوغان هندرسون على موقع قاعدة بيانات الفيلم (الإنجليزية)
- لوغان هندرسون على موقع كينوبويسك (الروسية)